# Moulin Rouge
El Moulin Rouge (literalmente, «molino rojo») es un cabaré parisino fundado en 1889 por el español Josep Oller y el francés Charles Zidler, que ya eran propietarios del Olympia de París. Está situado en el boulevard de Clichy, en el distrito XVIII, a los pies de la colina de Montmartre. Su estilo y su nombre han sido imitados y utilizados por numerosos otros cabarés de todo el mundo. Está servido por la estación de Blanche del Metro de París.

## Historia

### Origen

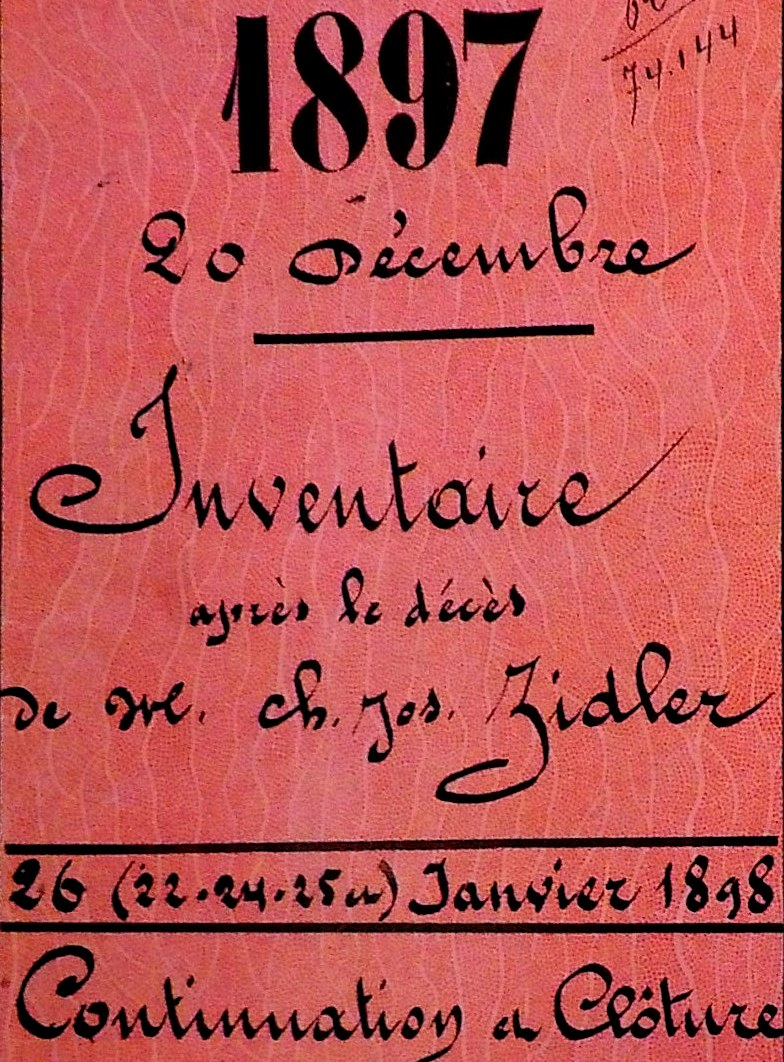
El inventario de los bienes del fundador del Moulin Rouge tras su fallecimiento (20 de diciembre de 1897) detalla la creación y los primeros años del cabaré (1889-1897).

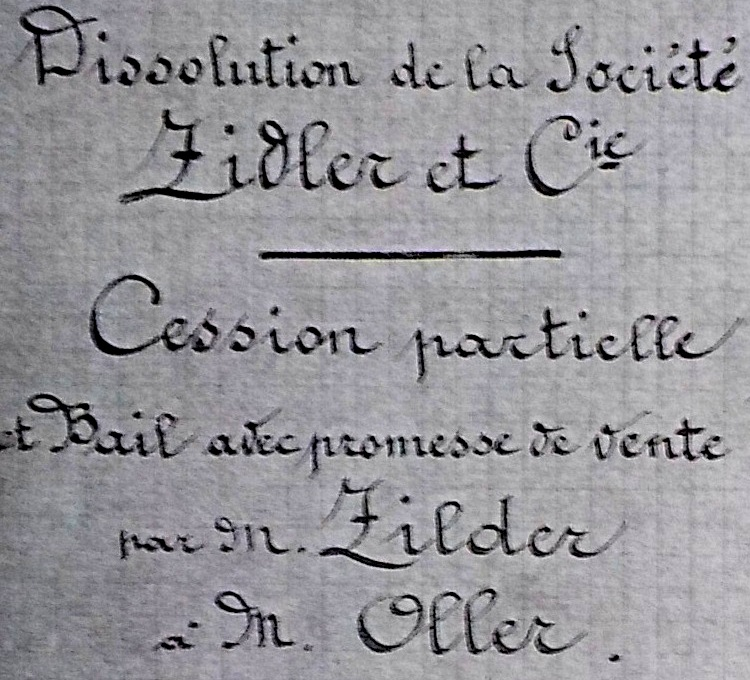
El 9 de septiembre de 1892, Zidler, debilitado después de sufrir un derrame cerebral, cedió a Oller toda la «clientela y afluencia» del Moulin Rouge.

#### Contexto
La Belle Époque fue una época de paz y de optimismo marcada por el progreso industrial y un ambiente cultural particularmente rico. Las exposiciones universales de 1889 (centenario de la Revolución francesa y construcción de la Torre Eiffel) y de 1900 son dos de los acontecimientos más importantes de esta época. El japonismo, una corriente artística de inspiración oriental que tiene como brillante discípulo a Henri de Toulouse-Lautrec, está en su apogeo. Montmartre, en medio de un París cada vez más gigantesco y despersonalizado, supo mantener una atmósfera de pueblo bucólico.
Había hasta treinta molinos de viento en la colina de Montmartre (doce de ellos en la rue Lepic), que molían grano, maíz, yeso y piedra. Etimológicamente, se opone a cabaret o cabret (término de origen picardo que significa «pequeña habitación» o «establecimiento donde se sirven bebidas») lo que Jean Deny denomina «el prototipo árabe» kharabat (خربات), que significa «cabaré» en turco, persa y pastún, o incluso khammarât (خمارات), otra raíz árabe propuesta por Antoine-Paulin Pihan. La revista era en esta época una pequeña pieza cómica o satírica que pasaba revista a la actualidad y sus personajes con humor e irreverencia.
El 6 de octubre de 1889, el Moulin Rouge fue inaugurado a los pies de la colina de Montmartre, en la ubicación del antiguo Bal de la Reine Blanche. La fecha de su inauguración fue cuidadosamente programada al día siguiente de la última fiesta nocturna antes del cierre anual del Jardín de París de los Campos Elíseos, explotado por los mismos propietarios, cuyos clientes habituales se reunirían en el nuevo establecimiento de la place Blanche. Su creador Josep Oller y su director y socio Charles Zidler eran experimentados hombres de negocios, que conocían bien los gustos del público. El objetivo era permitir que los más pudientes fueran a divertirse a un barrio de moda como Montmartre. La extravagancia del local, cuyo jardín estaba adornado con un gigantesco elefante, haría que todos los estratos sociales se mezclaran: allí se reunían pequeños trabajadores, residentes de la place Blanche, artistas, burgueses, empresarios, mujeres elegantes y extranjeros de viaje en París. Apodado «el primer palacio de las mujeres» por Oller y Zidler, el cabaré tuvo rápidamente un gran éxito.

#### Ingredientes del éxito
Entre los ingredientes de su éxito destaca la revolucionaria arquitectura de la sala, que permitía cambios rápidos de decoración, y donde todos los públicos se mezclaban. En el cabaré se organizaban veladas festivas con champán, en las que se danzaba y reía enormemente gracias a atracciones llenas de humor que cambiaban regularmente, como la del Pétomane.
Cada vez era más popular una nueva danza inspirada en la cuadrilla o chahut, el cancán francés, ejecutado con un ritmo frenético por bailarinas con trajes sensuales. Algunas bailarinas ilustres permanecerán en la historia del Moulin Rouge, como La Goulue, Jane Avril, la Môme Fromage, Grille d'Égout, Nini Pattes en l'Air e Yvette Guilbert. El Moulin Rouge también era un lugar muy apreciado por los artistas, el más emblemático de los cuales era Toulouse-Lautrec. Sus carteles y sus cuadros aseguraron al Moulin Rouge una notoriedad rápida e internacional.

#### Montmartre

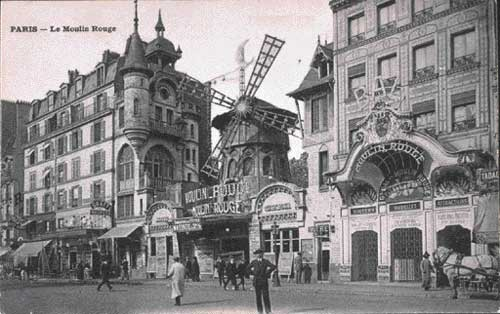
El Moulin Rouge en 1912.

A finales del siglo xix, había dos Montmartres: el de las fiestas y el de los artistas, que iban allí a buscar una mayor calidad de la luz sobre la polución de la gran ciudad y unos alquileres moderados. Estos dos mundos cohabitaban y se mezclaban con dos valores comunes: el placer y la belleza. Entre los artistas de Montmartre se encontraban Henri de Toulouse-Lautrec, Auguste Renoir, Juan Gris, Georges Braque, Kees van Dongen, Guillaume Apollinaire, Alphonse Allais, Pablo Picasso, Marcel Proust, Maurice Utrillo, Amedeo Modigliani, Chaïm Soutine, Pierre Bonnard, Roland Dorgelès, Max Jacob y Pierre Mac Orlan. En medio de una ciudad cada vez más gigantesca e impersonal, Montmartre seguía cultivando su espíritu de pueblo y su aspecto bucólico.

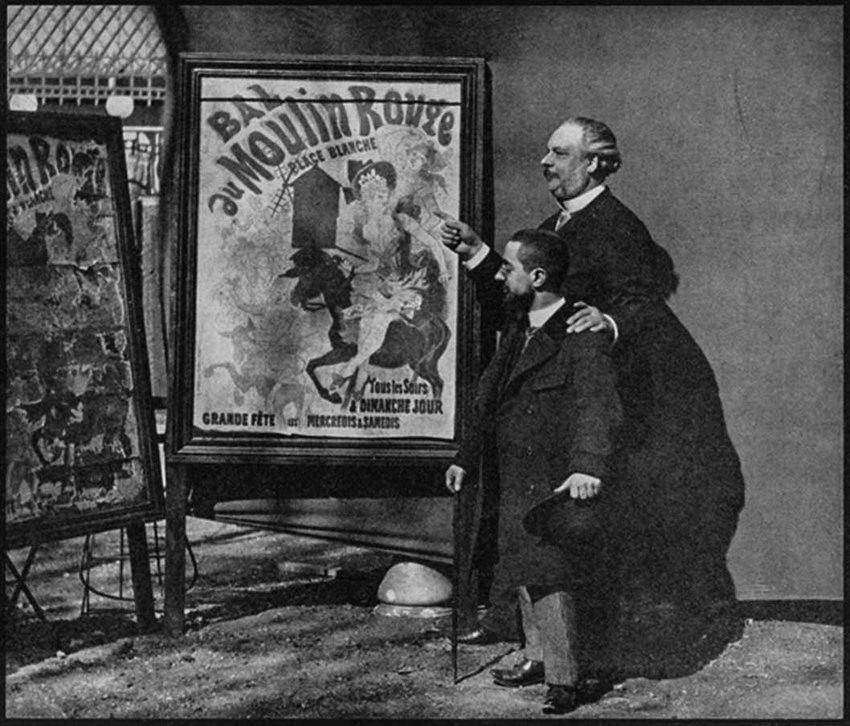
Henri de Toulouse-Lautrec y Tremolada, asistente de Zidler, gerente del Moulin Rouge, en 1890.

El Moulin Rouge prometía en sus carteles «baile, diversiones y variedades»; Toulouse-Lautrec festejó su 25.º cumpleaños en la sala. Su creador Josep Oller y su director Charles Zidler imaginaron un lugar realzado por un gran molino pintado de rojo e iluminado por la noche para que fuera visible desde los Grandes Bulevares y desde la parte baja de la rue Blanche. El Moulin Rouge, a diferencia de los otros molinos de Montmartre, tenía como vocación esencial ser la insignia del establecimiento. Diseñado por Adolphe Willette, fue el primer edificio con electricidad de París. Su forma y su color, inmediatamente reconocibles, pronto hicieron de él uno de los símbolos de París.
Esta no fue la primera creación de Josep Oller: entre otras, fue inventor de las apuestas mutuas en 1867, fundador de uno de los primeros grandes parques de atracciones con montañas rusas en el boulevard des Capucines en 1887 y creador del Olympia de París en 1893. La mujer tomó un lugar primordial en el Moulin Rouge, que prometía «oro y piernas de mujer»; Oller y Zidler querían crear «el primer palacio de la mujer». En la sociedad de finales del siglo xix, «el sexo era percibido como una cosa poco honorable y la expresión del placer solo existía en los amores ilícitos, reservados a los hombres». Excepto en la escultura y en la pintura, el cuerpo femenino nunca era desvelado, incluidas las manos, cubiertas con guantes en la alta sociedad, y el pelo, siempre coronado por un sombrero, adornado a menudo con un velo.
La curiosidad excitaba la imaginación de los hombres, cuyas fantasías los conducían al Moulin Rouge. La Goulue y otras bailarinas de chahut danzaban a ritmos frenéticos y jugaban con sus piernas, desnudas en parte. No obstante, desde el principio, los hombres también podían desempeñar un papel principal en el cabaré, como Valentin le Désossé. Sus dos personajes fueron vedettes de inmediato, pero Louise Weber, apodada La Goulue, se convirtió rápidamente en una verdadera «estrella» por su audacia y su energía. Permanente cabeza de cartel, era el símbolo del cancán y del Moulin Rouge. La artista mejor pagada de París, fue adulada por Toulouse-Lautrec, que hizo de ella su modelo preferida.

### Grandes momentos

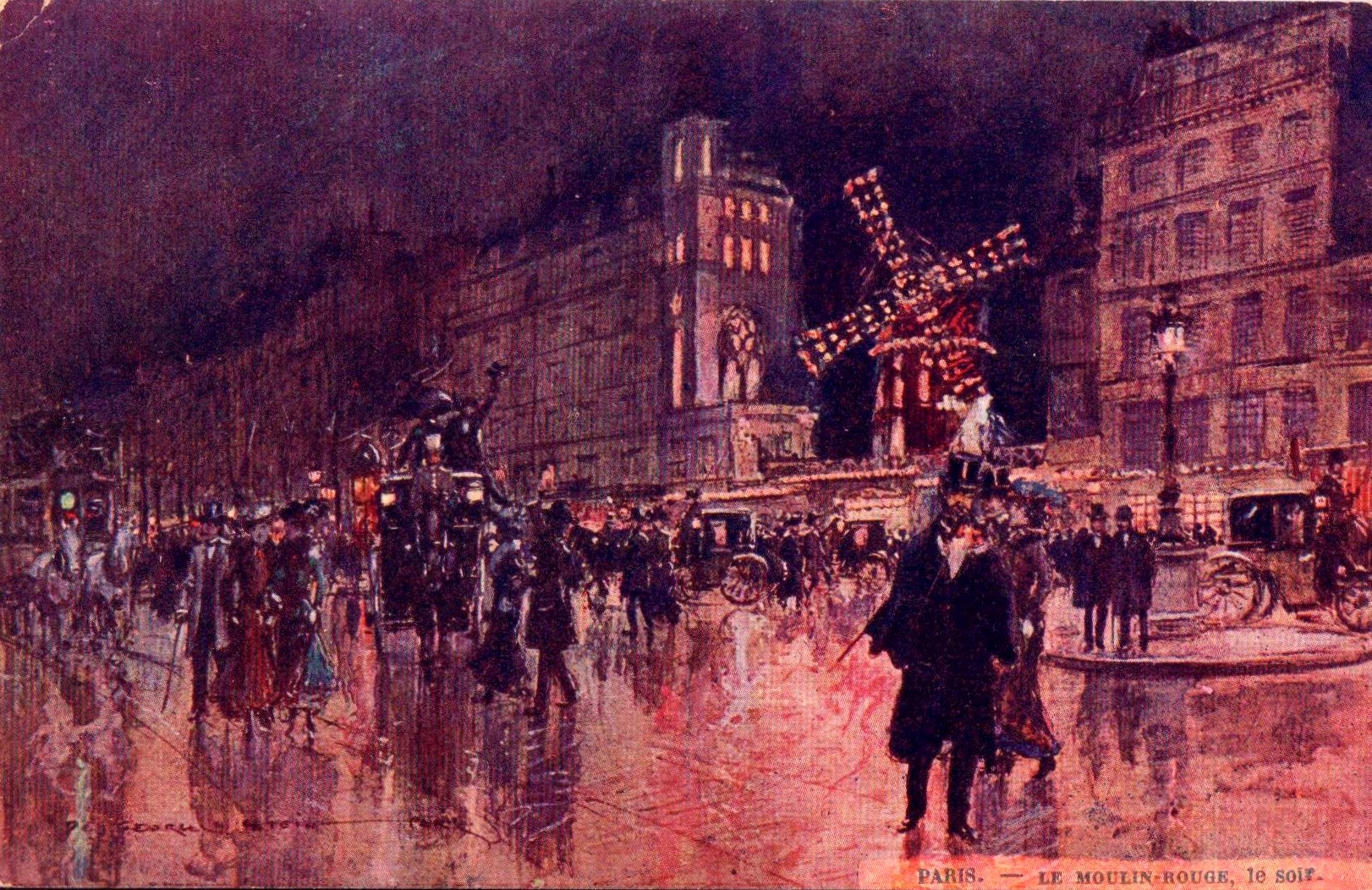
El Moulin Rouge por la tarde hacia 1910 (postal).

Los primeros años del Moulin Rouge están marcados por espectáculos extravagantes inspirados en el circo y atracciones que se hicieron célebres, como la del Pétomane. Se organizaban conciertos-bailes todos los días a las 22:00. Desde 1889 hasta 1910, Foottit y Chocolat, un dúo cómico compuesto por un payaso blanco autoritario y un payaso negro victimizado, fueron muy populares y estaban a menudo en la cartelera del Moulin Rouge. La risa formaba parte integral del Moulin Rouge, una risa hilarante con espasmos, que provocaba «convulsiones» en la sala.
El 19 de abril de 1890, la primera revista se titulaba Circassiens et Circassiennes. El 26 de octubre de 1890, el príncipe de Gales, el futuro Eduardo VII, de viaje privado en París, reservó una mesa para descubrir a la cuadrilla de esta revista, cuya reputación ya había cruzado el canal de la Mancha. Reconociéndolo, La Goulue, con una pierna en el aire y la cabeza en la falda, exclamó sin dudar: «¡Eh, Gales, tú pagas el champán!» En 1891, La Goulue fue el primer cartel que realizó Toulouse-Lautrec para el Moulin Rouge. En 1893, el baile de los estudiantes de la Escuela de Bellas Artes causó un escándalo con su desfile de Cleopatra desnuda rodeada por jóvenes también desnudas.
El 12 de noviembre de 1897, el Moulin Rouge cerró excepcionalmente sus puertas a causa del entierro de su director y cofundador Charles Zidler. Yvette Guilbert le había rendido homenaje declarándole: «Tienes la genialidad de crear el placer popular, en el sentido más elevado de la palabra, de entretener a las multitudes con matices, según las cualidades de la masa a entretener».
En el año 1900, extranjeros de los cinco continentes visitaron París con motivo de la Exposición Universal y muchos de ellos acudieron al Moulin Rouge. Cuando volvieron a casa, hicieron de París la Babilonia moderna, la capital de los placeres y de las «señoritas de París». En todas las capitales brotaron entonces como setas los «Moulins Rouges» y los «Montmartre», que la imitación y la libre interpretación hicieron que se parecieran no a Babilonia sino más bien a Sodoma y Gomorra. El último baile en el Moulin Rouge tuvo lugar el 29 de noviembre de 1902 y a continuación el establecimiento se transformó en un teatro de conciertos.

### Opereta y gran espectáculo

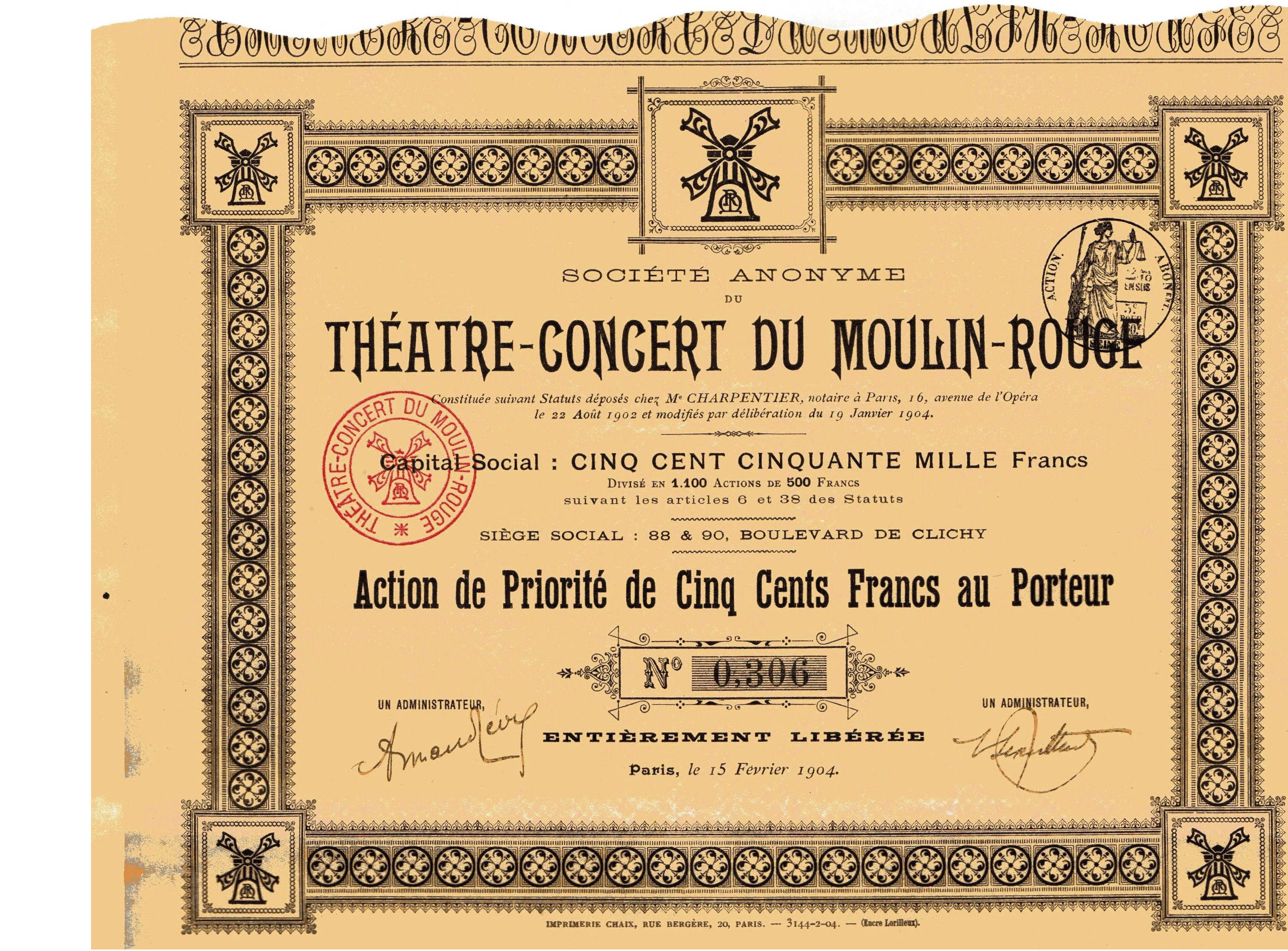
Acción prioritaria de la Société Anonyme du Théâtre-Concert du Moulin Rouge fechada el 15 de febrero de 1904.

En enero de 1903, el Moulin Rouge reabrió sus puertas después de las obras de renovación dirigidas por Édouard-Jean Niermans, el más parisino de los arquitectos de la Belle Époque. Tras esta renovación, el Moulin Rouge se convirtió en el primer aperitivo-concierto, donde la élite del mundo elegante se reunía para una cena con espectáculo en el marco más hermoso y más cómodo del momento.
Hasta la Primera Guerra Mundial, el Moulin Rouge se transformó en un verdadero templo de la opereta. Los espectáculos se encadenaban: Voluptata, La Feuille de Vigne, Le Rêve d'Égypte, Tais-toi tu m'affoles y numerosas otras revistas con títulos a cual más evocador. El 3 de enero de 1907, durante el espectáculo Le Rêve d'Égypte, Colette se dio un beso en escena con su amante, la duquesa de Morny (Mathilde de Morny, llamada «Missy»). Considerada escandalosa, la pieza fue prohibida.
El 29 de julio de 1907, se produjo la primera aparición de Mistinguett en el escenario del Moulin Rouge en La Revue de la Femme. Rápidamente, su talento irrumpió y triunfaría al año siguiente junto con Max Dearly en La Valse chaloupée. Mistinguett, nacida en una familia modesta, tenía un innegable sentido de la réplica. Ella quiso construir su vida y dijo: «De los suburbios no sale quien quiere. Yo tenía un regalo: la vida. Todo lo demás está por hacer, por pensar. No podía permitirme ser un animal hermoso, tenía que pensar en todo.» El 9 de abril de 1910, una antigua dama de honor de la emperatriz Eugenia asistió, en el Moulin Rouge, a una representación de la Revue amoureuse. Estaba tan encantada por la fiel reconstrucción de la ceremonia de regreso de las tropas de la campaña de Italia de 1859 que no pudo evitar gritar «¡Viva la emperatriz!»
El Moulin Rouge fue destruido en un incendio el 27 de febrero de 1915, y las obras de reconstrucción no empezaron hasta 1921.

### Años Mistinguett

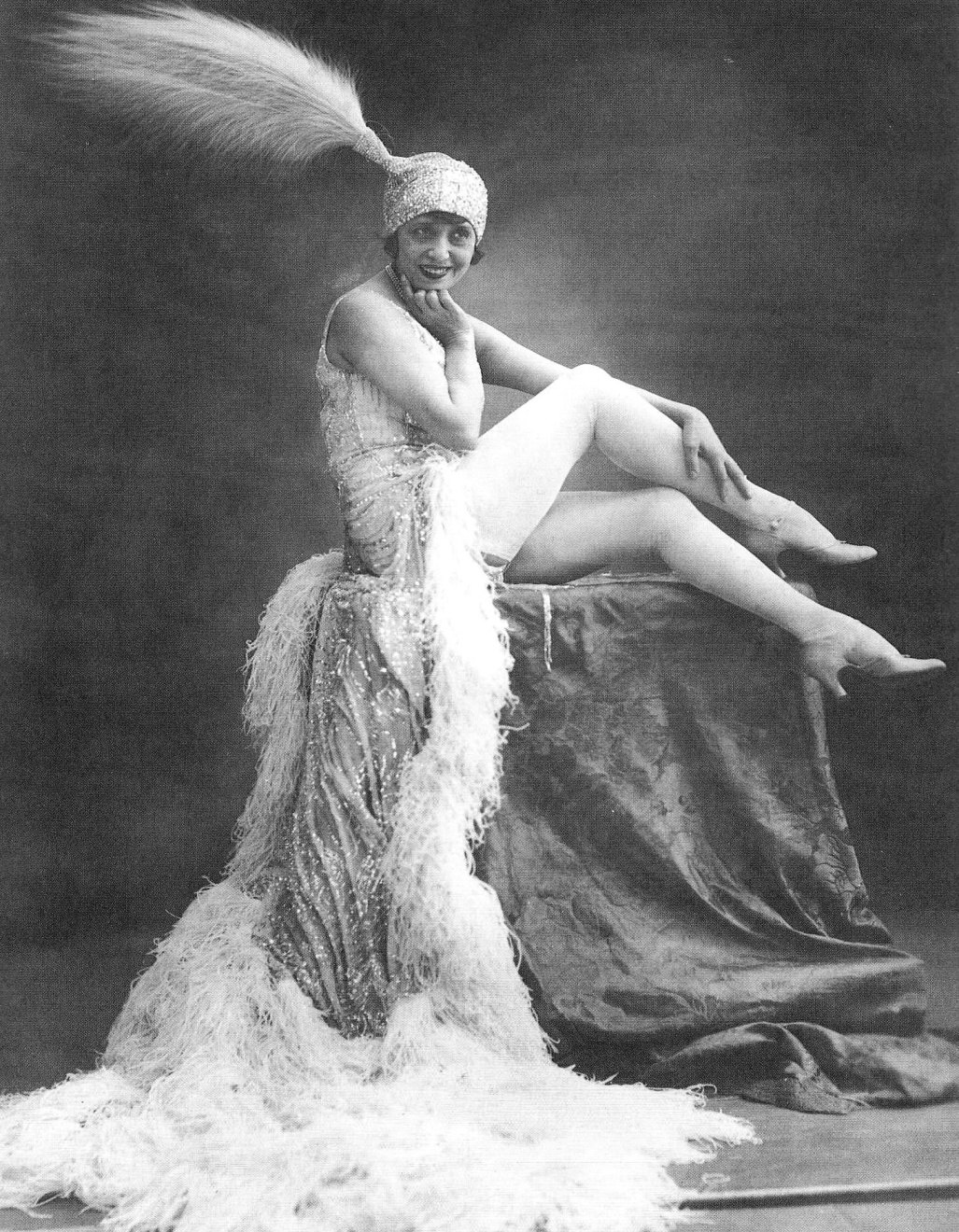
Mistinguett en el Moulin Rouge.

Después de la guerra, fue Francis Salabert quien tomó las riendas del Moulin Rouge. Hombre de negocios más que hombre de espectáculo, confió a Jacques Charles, el autor de revistas número uno de la época, la tarea de revivir los colores del cabaré. El Moulin Rouge tuvo entonces un nuevo auge, gracias a vedettes como Gina Palerme, Mistinguett, Jeanne Aubert o Maurice Chevalier, así como a la presentación, por primera vez en París, de revistas americanas con las Hoffmann Girls.
En 1923, Raphaël Beretta, compositor y director de orquesta que dirigía el Folies Bergère, el Olympia y el Casino de París, se propuso restablecer el music hall del Moulin Rouge en un gran edificio. El molino se eleva en medio de su fachada, sostenido por una sección cilíndrica decorada con buhardillas ovales en su parte superior. En 1927 se produjo un incidente durante un espectáculo en el que salían chicas con ropa ajustada de tartas gigantes, que luego bailaban y cantaban. El problema es que una vez salían de la parte superior de las tartas, desde donde entraban en escena, tenían que caminar sobre una capa de la tarta, cubierta con crema muy resbaladiza. Una vez sus zapatos (con tacones de aguja) estuvieron recubiertos de crema, las chicas no conseguirían ya mantenerse en pie y tropezaban constantemente; y, como les debían de haber dado la orden de no quitarse sus zapatos bajo ningún concepto, se pasaron todo el espectáculo resbalando y cayéndose al suelo, por lo que el espectáculo fue una verdadera catástrofe.
Gesmar, de veinte años de edad, se convirtió en decorador del cabaré. Sus diseños y maquetas quedarían asociados definitivamente a la imagen del Moulin Rouge. Pierre Fouchet se convirtió en el director del establecimiento y llamó a Jacques Charles, que se convirtió en su director artístico, y a Mistinguett, que se convirtió en «codirectora» junto con su pareja Earl Leslie y directora del taller de costura. Jacques Charles y Mistinguett están en el origen de algunas creaciones que se hicieron míticas, como La Revue Mistinguett (1925), Ça, c'est Paris (1926) y Paris qui tourne (1928). En el Moulin Rouge, Mistinguett creó numerosas canciones que se han hecho eternas, como Valencia, Ça, c'est Paris, Il m'a vue nue y On m'suit, esta última junto con Jean Gabin. 

### Después de Mistinguett

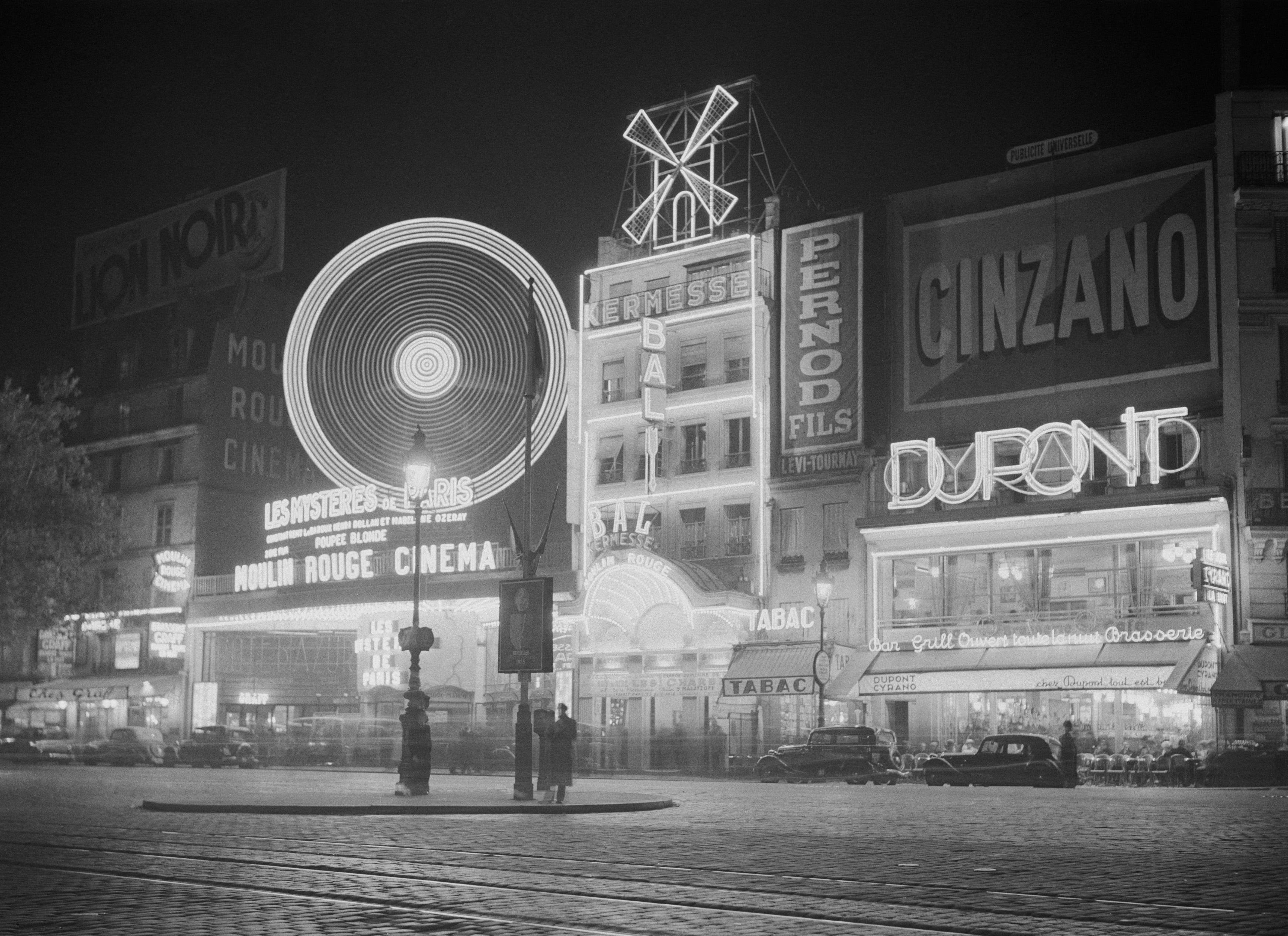
El Moulin Rouge en 1936, fotografía de Willem van de Poll.

En 1929, Mistinguett se retiró de los escenarios y dejó el Moulin Rouge, cuyo teatro de mil quinientos asientos se convirtió en una de las salas de cine más grandes de Europa con, en una primera parte, los artistas del music hall. La revista Lew Leslie's Black Birds, ejecutada por una tropa de cien artistas negros acompañados por la Jazz Plantation Orchestra, se representó en el Moulin Rouge entre junio y agosto de 1929. La antigua sala de baile se conservó y se transformó en una sala de fiestas ultramoderna en 1937. Ese mismo año, el Cotton Club, que había causado furor en Nueva York, actuó en el Moulin Rouge, así como Ray Ventura y sus universitarios.

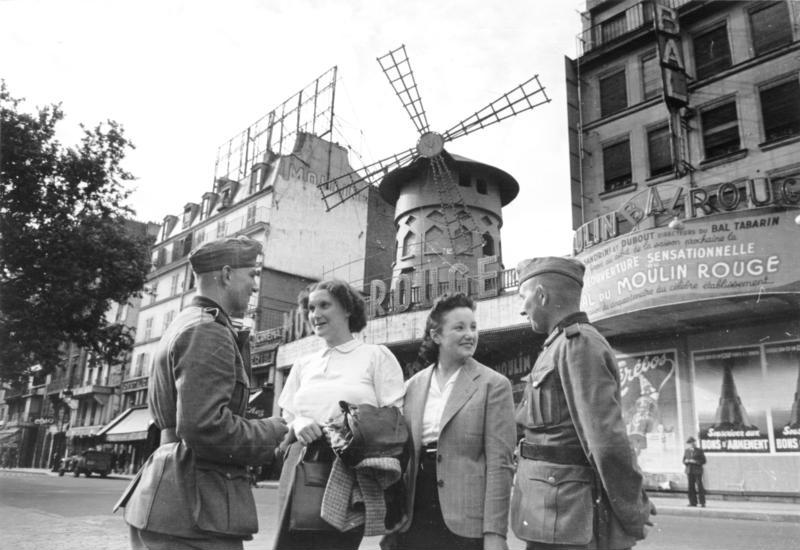
Soldados alemanes delante del Moulin Rouge en junio de 1940, durante la ocupación alemana de París en la Segunda Guerra Mundial.

Entre 1939 y 1945, la Segunda Guerra Mundial interrumpió la efervescencia del Moulin Rouge, que se convirtió en un salón de baile, el Robinson Moulin Rouge. Unos días antes de la liberación de París en 1944, Édith Piaf, cuyo talento ya era reconocido, actuó sobre la escena del Moulin Rouge junto con Yves Montand.

### Era de renovación
El 22 de junio de 1951, Georges France, apodado Jo France, fundador del bar Balajo, compró el Moulin Rouge y emprendió considerables obras de renovación. Encargó a Henri Mahé, uno de los decoradores más en boga de la época, y a los arquitectos Bernard de La Tour d'Auvergne y Marion Tournon-Branly el diseño de la nueva sala. Las noches de baile, las atracciones y el célebre cancán francés volvieron al Moulin Rouge. En 1953, se colocaron dos paneles en la entrada del Moulin Rouge, Homenaje a Lautrec y Plegaria a los artistas, con retratos de Piéral y Edmond Heuzé. El 19 de mayo de 1953 tuvo lugar en el Moulin Rouge el 25.º Bal des Petits Lits Blancs, organizado por el novelista Guy des Cars, ante la presencia del presidente de la República, Vincent Auriol, y, por primera vez en un escenario europeo, con Bing Crosby. La velada atrajo a mil doscientos artistas y vedettes de todo el mundo, entre ellas Joséphine Baker, que cantó J'ai deux amours.
Entre 1951 y 1960, los artistas célebres se sucedieron uno detrás de otro, incluidos Luis Mariano, Charles Trenet, Charles Aznavour, Line Renaud, Bourvil, Fernand Raynaud y Lena Horne. El célebre cancán francés, siempre presente, pronto sería coreografiado por Ruggero Angeletti en 1955. Doris Haug fundó la compañía de las Doriss Girls en el Moulin Rouge en 1957; cuatro en un principio, en la actualidad son cien, cuarenta de ellas en escena. Dos años después, el Moulin Rouge se transformó con la creación de una nueva cocina para ofrecer a una clientela cada vez más internacional una «cena-espectáculo» con una carta gastronómica y revistas que conseguirían reputación a nivel mundial. A principios del año 1960, se estrenó la Revue japonaise, enteramente compuesta por artistas japoneses, que dio a conocer el kabuki en Montmartre.

### 1962-1988
En 1962, Jacki Clérico sucedió a su padre y asumió la dirección del Moulin Rouge. Esto supuso el inicio de una nueva era, con la ampliación de la sala, la instalación de un acuario gigante y la representación del primer ballet acuático. La revista Cancan fue creada por Doris Haug y Ruggero Angeletti ese mismo año. A partir de 1963, tras el éxito de la revista Frou-Frou, Jacki Clérico, por superstición, solo escogió títulos de revistas que empezaran por la letra F: Frou-Frou (1963-1965), Frisson (1965-1967), Fascination (1967-1970), Fantastic (1970-1973), Festival (1973-1976), Follement (1976-1978), Frénésie (1978-1983), Femmes, femmes, femmes (1983-1988), Formidable (1988-1999) y Féerie (1999-2020). En todas estas revistas estaba presente el legendario cancán francés. La música de las revistas representadas entre 1963 y 1983 fue compuesta por Henri Betti.
El 7 de septiembre de 1979, el Moulin Rouge, que se había convertido en uno de los lugares más emblemáticos de París, festejó sus noventa años. Sobre el escenario, por primera vez en París, estaba Ginger Rogers, rodeada por numerosas estrellas como Thierry Le Luron, Dalida, Charles Aznavour, Jean-Claude Brialy, George Chakiris, los Village People o Zizi Jeanmaire. El 23 de septiembre de 1981, el Moulin Rouge cerró excepcionalmente sus puertas para representar su espectáculo ante de la reina de Inglaterra, Isabel II. El 4 de febrero de 1982, Liza Minnelli dirigió un espectáculo excepcional en el cabaré. En 1984 se organizaron dos galas: una para Dean Martin y otra para Frank Sinatra. El 1 de diciembre de 1986, el bailarín clásico más célebre del mundo, Mijaíl Barýshnikov, interpretó en el Moulin Rouge un ballet original de Maurice Béjart.

### Después de 1989

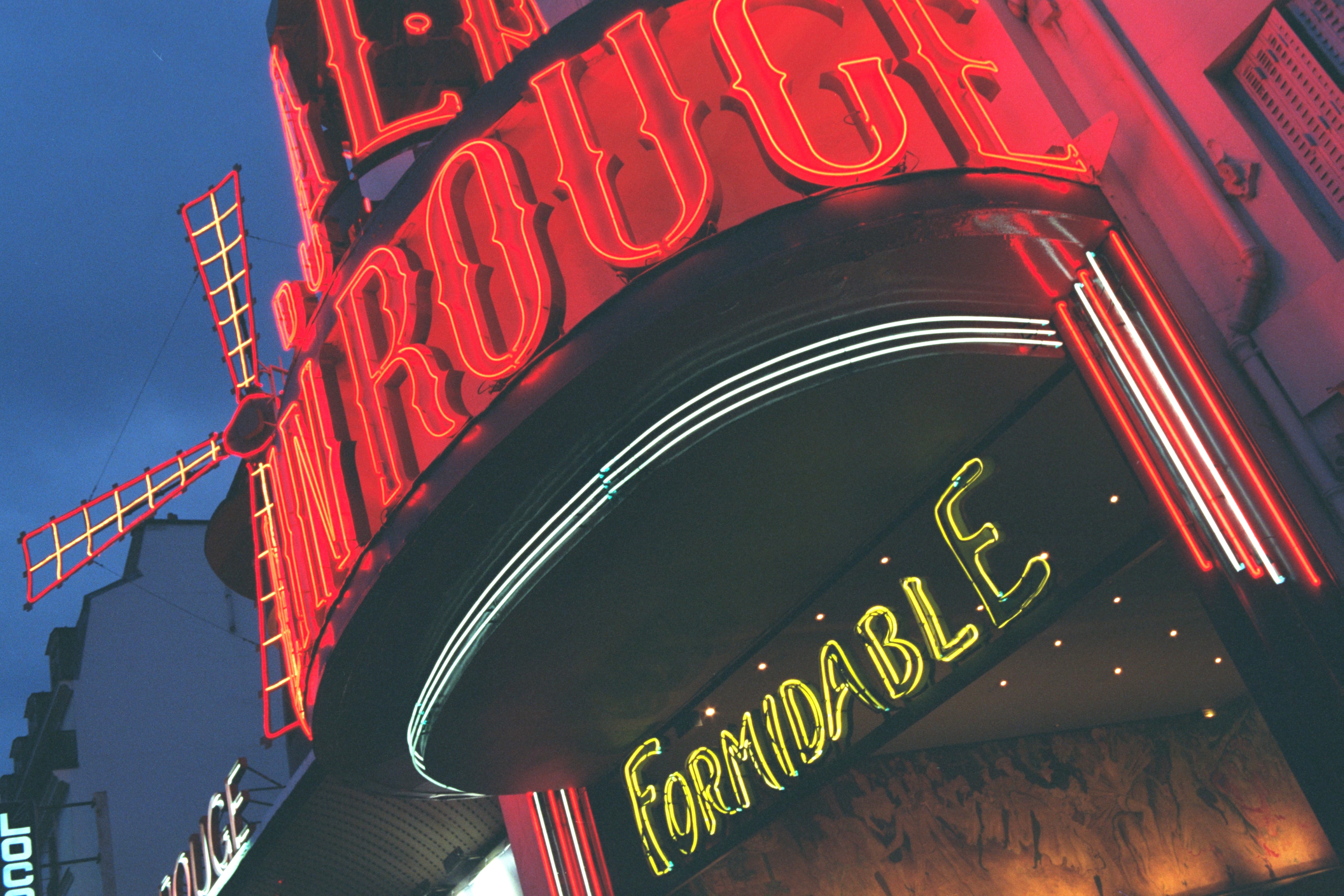
El Moulin Rouge y su revista Formidable en 1999.

El 20 de febrero de 1988, con ocasión del centenario del Moulin Rouge, el estreno de la revista Formidable fue una Royal Performance in Paris, uno de los más prestigiosos eventos oficiales británicos, en el cual participa cada año en Londres un miembro de la familia real. Por segunda vez se desarrolló en Francia, en el Moulin Rouge. Presidida en 1983 por la princesa Ana, el 20 de febrero de 1988 el invitado de honor fue el príncipe Eduardo. En la primavera de 1989 se realizó una representación excepcional del Moulin Rouge en Londres delante del príncipe y la princesa de Gales. El 6 de octubre de ese mismo año se organizó una gala del centenario con Charles Aznavour, Lauren Bacall, Ray Charles, Tony Curtis, Ella Fitzgerald, los Gipsy Kings, Margaux Hemingway, Barbara Hendricks, Dorothy Lamour, Jerry Lewis, Jane Russell, Charles Trenet y Esther Williams, entre otros.
En 1994 se organizó una gala Cartier en beneficio de la Fundación de Artistas contra el Sida con un concierto privado de Elton John. En 1995 se organizó una gala Lancôme para el lanzamiento del perfume Poème con Juliette Binoche. El 14 de noviembre de 1999 se representó por última vez la revista del centenario, Formidable, que había recibido más de 4.5 millones de espectadores desde 1988. El 23 de diciembre de 1999 se representó por primera vez la revista Féerie.
En febrero de 2009, con ocasión del año de Francia en Brasil y en el marco del carnaval de Río, el Moulin Rouge fue invitado al carnaval de Copacabana. En octubre de 2009, el cabaré celebró sus ciento veinte años.

## En la cultura popular

### Música

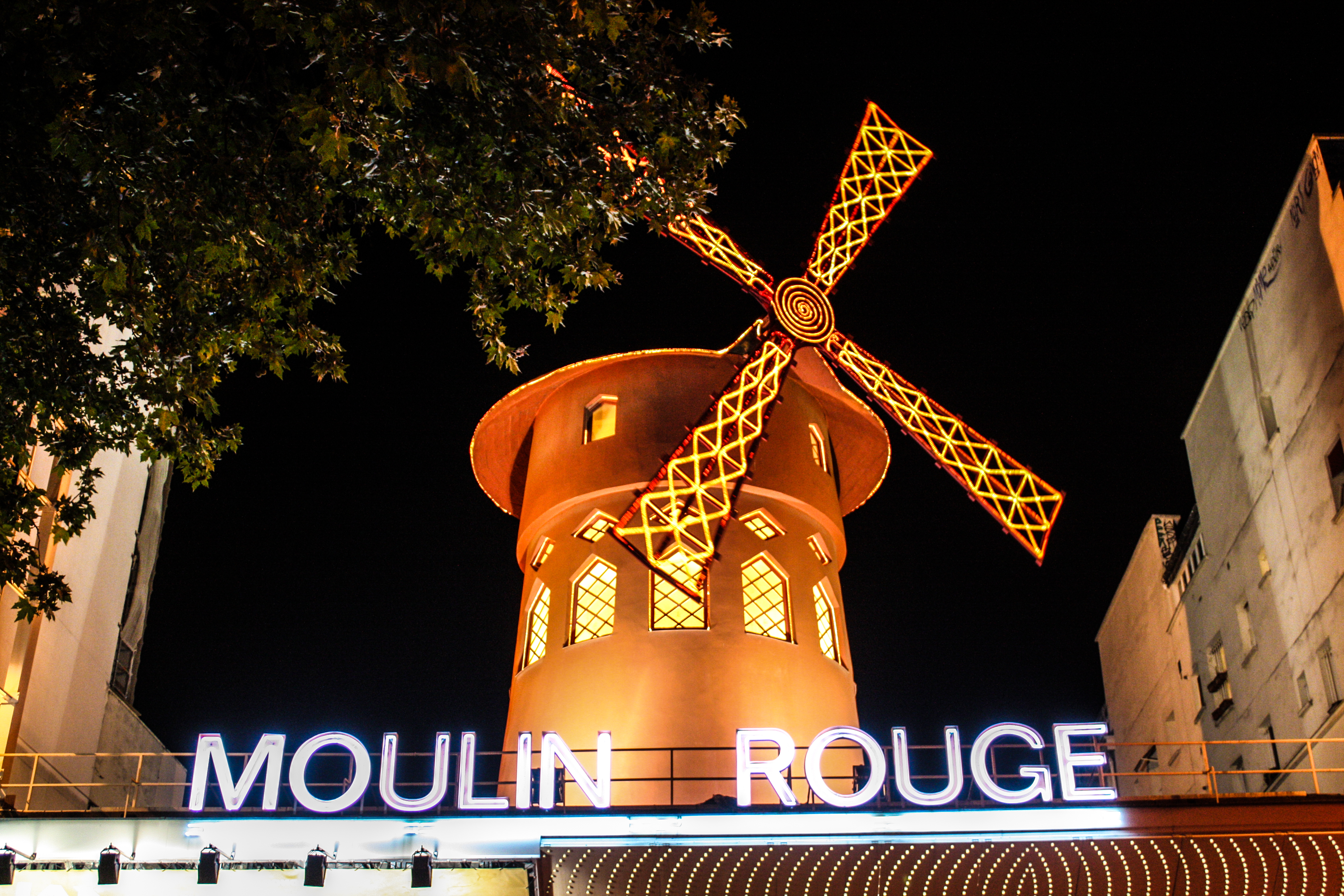
El Moulin Rouge por la noche en 2013.

El Moulin Rouge es un punto de referencia recurrente en las canciones que hablan de París. Lo han mencionado en sus canciones André Claveau, Percy Faith, Juliette Gréco, Les Compagnons de la chanson y muchos otros. También es el sujeto central de la comedia musical Moulin Rouge! The Musical, realizada por Baz Luhrmann con libreto de John Logan. En 2001, el Moulin Rouge fue citado en el sencillo Lady Marmalade del cuarteto formado por Christina Aguilera, Lil' Kim, Mýa y Pink, utilizado como banda sonora original de la película Moulin Rouge!

### Récords
El Moulin Rouge es uno de los mayores clientes de champán del mundo, con unas 240 000 botellas al año mencionadas entre 2009 y 2014 y 360 000 botellas al año mencionadas en 2015. La compañía del Moulin Rouge ha sido reconocida con seis récords del mundo, incluido el mayor número de elevaciones de piernas.